# Station Mobberley
Mobberley is een spoorwegstation van National Rail in Mobberley, Cheshire East in Engeland. Het station is eigendom van Network Rail en wordt beheerd door Northern Rail. Het station is een request stop, waar treinen alleen stoppen op verzoek.